# Baccio Pontelli
Baccio Pontelli est un architecte de la Renaissance italienne, né en 1449 à Florence et mort à Urbino dans les Marches italiennes après 1494.

## Biographie
Bartolomeo « Baccio » Pontelli est né à Florence, vraisemblablement en 1449, de Fino di Tura di Bartolo de Puntellis et Mona Bruna. 
Cette année est estimée d'après un document du 17 décembre 1459 dans laquelle son père, résidant dans le district de San Giovanni, déclare que son fils aîné Bartolomeo a alors dix ans.
Il fut un élève de Francesco di Giovanni dit Francione, architecte et ingénieur militaire florentin dans l’atelier de Menuiserie duquel il eut l’occasion d’apprendre non seulement les techniques de la charpenterie, la sculpture sur bois et l’art de la marqueterie, mais aussi les principes de la fortification bastionnée.
On lui reconnaît, non sans quelques doutes, un rôle dans la réalisation des marqueteries du prestigieux Studiolo de Federico da Montefeltro, dans le palais ducal d'Urbino. 
Les marqueterie furent probablement préparées à Florence puis envoyées à Urbino, à une époque, entre 1475 et 1478, où il est attesté qu’il séjournait à Pise pour l’exécution d’autres marqueteries pour la cathédrale. 
Il est donc difficile d’imaginer Baccio Pontelli dans un rôle prédominant pour le Studiolo de Frédéric III d'Urbino, qui relève de toute façon d’une entreprise collective.
Sa formation architecturale se compléta précisément par un séjour à Urbino où il arriva, en 1478, à la cour de Frédéric III de Montefeltro, probablement comme Menuisier. 
À travers la collaboration avec Francesco di Giorgio Martini, il a développé des compétences d’architecture supplémentaires, en apprenant des expériences du maître siennois les techniques les plus innovantes de l’ingénierie militaire, et en le suivant probablement dans les différents chantiers, y compris le couvent santa Chiara.

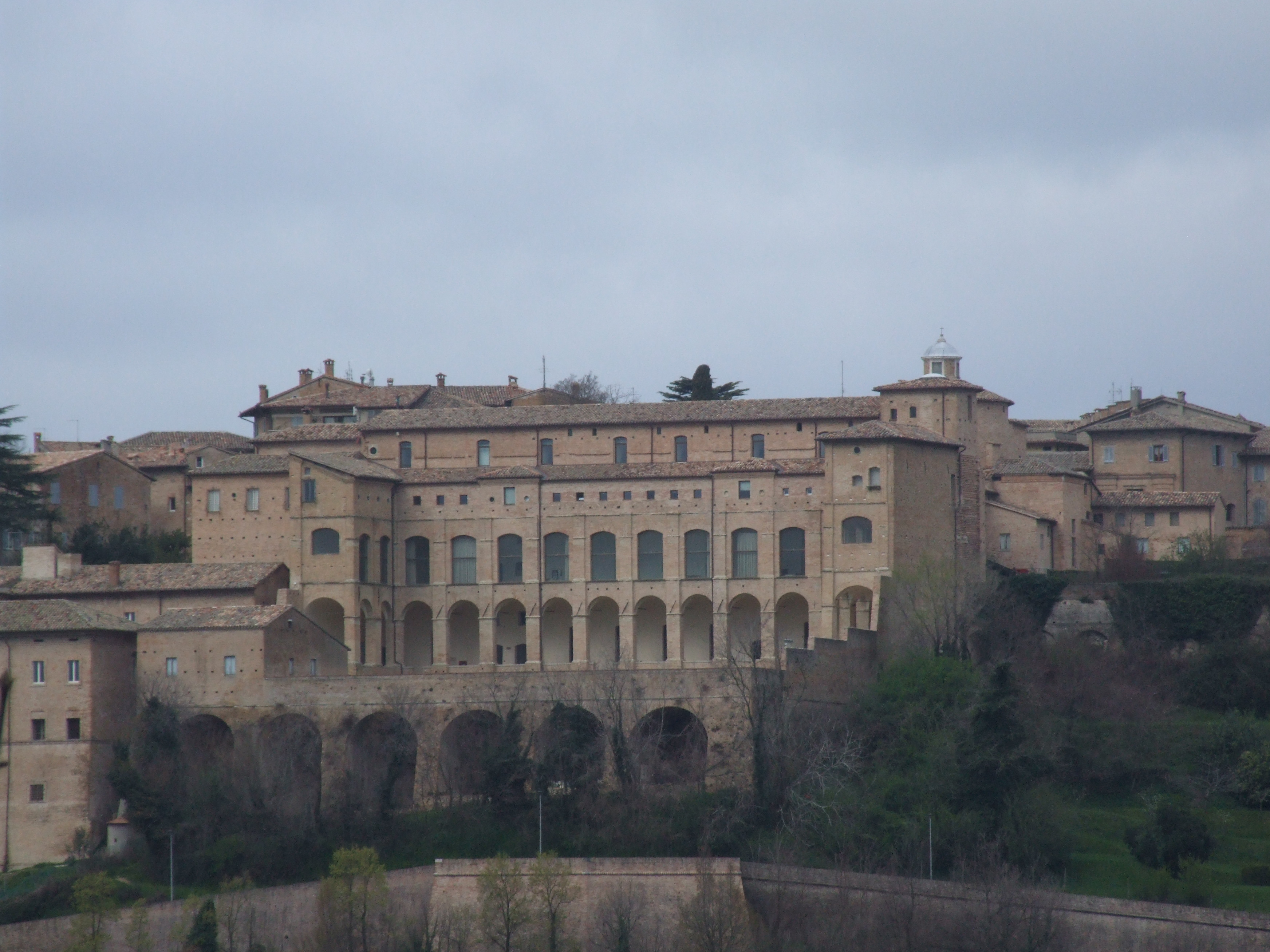
Ancien couvent santa Chiara

En 1480 il fut chargé par Giovanni della Rovere, gendre du duc Frédéric, de réaliser la forteresse de Senigallia, qui représente son premier projet d’architecture militaire où il dut opérer sur des préexistences médiévales et sur des aménagements commencés par Francesco Laurana.

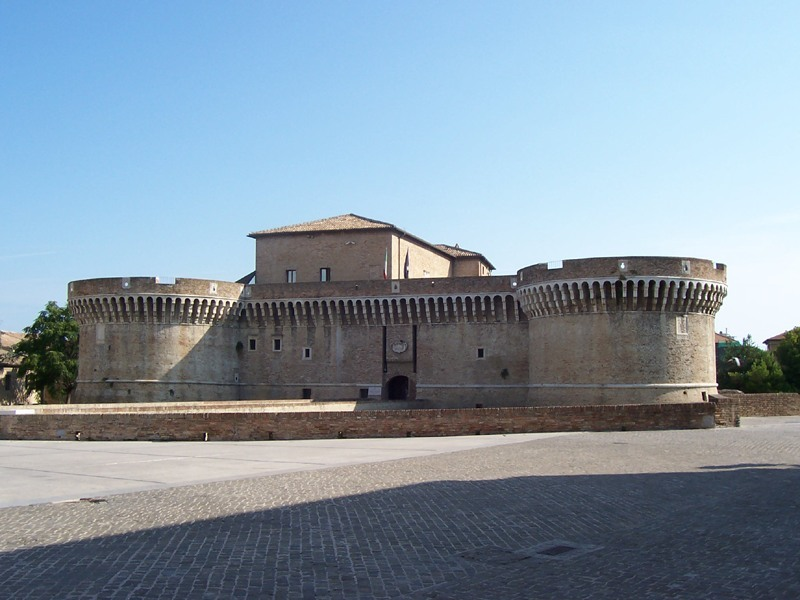

Il a passé la phase de formation artistique avec Giuliano et Benedetto da Maiano à Florence et a été influencé par Francesco di Giorgio Martini durant son voyage à Urbino (1480 - 1482).
Il a travaillé la marqueterie (intarsia) à Florence, avant de rejoindre plus tard Urbino où Il aurait travaillé au Studiolo du duc Frédéric III de Montefeltro au Palais ducal, en exécutant les boiseries en trompe-l'œil d’après des dessins attribués à Francesco di Giorgio Martini et de Botticelli, et de celles réalisées pour le Studiolo de Guidobaldo Ier de Montefeltro à Gubbio.

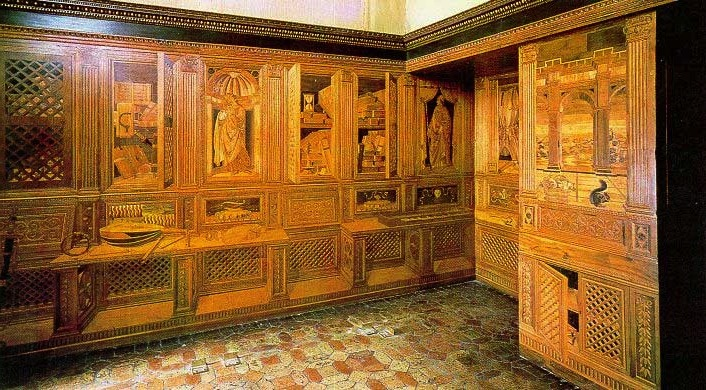
Studiolo du Palais Ducal d’Urbino et sa marqueterie en trompe-l'oeil

En tant qu'architecte à Rome, il a participé (d'après Vasari) au programme papal de construction et de rénovation urbaine. Ses projets comprennent :
- La chapelle Sixtine
- La basilique di Sant'Aurea à Ostia Antica
- Le pont Sisto à Rome
- Cloître et fontaines de L'hôpital Santo Spirito in Sassia, Rome
- Le cloître renaissance de l'hôpital attenant à l'église San Giovanni Battista dei Genovesi à Trastevere, Rome.
- La basilique Sant'Agostino in Campo Marzio à Rome
- Rénovation de la façade de l'église Santa Maria del Popolo
- La Basilique San Pietro in Vincoli[1]

Lors des dernières années de sa vie, il a travaillé sur les forteresses militaires de la région des Marches : 
à Jesi, Osimo et Senigallia et aux chemins de rondes des absides de la sainte Maison de Lorette à Loreto.
Entre juin et décembre 1494, Pontelli est documenté au royaume de Naples, comme surintendant des travaux de la forteresse de Reggio de Calabre. La dernière attestation de sa vie est une invitation d'Alphonse II de Naples datée du 4 novembre 1494.
Baccio Pontelli semble être enterré à Urbino, dans l'église de San Domenico, où un neveu lui a dédié une épigraphe en 1577.

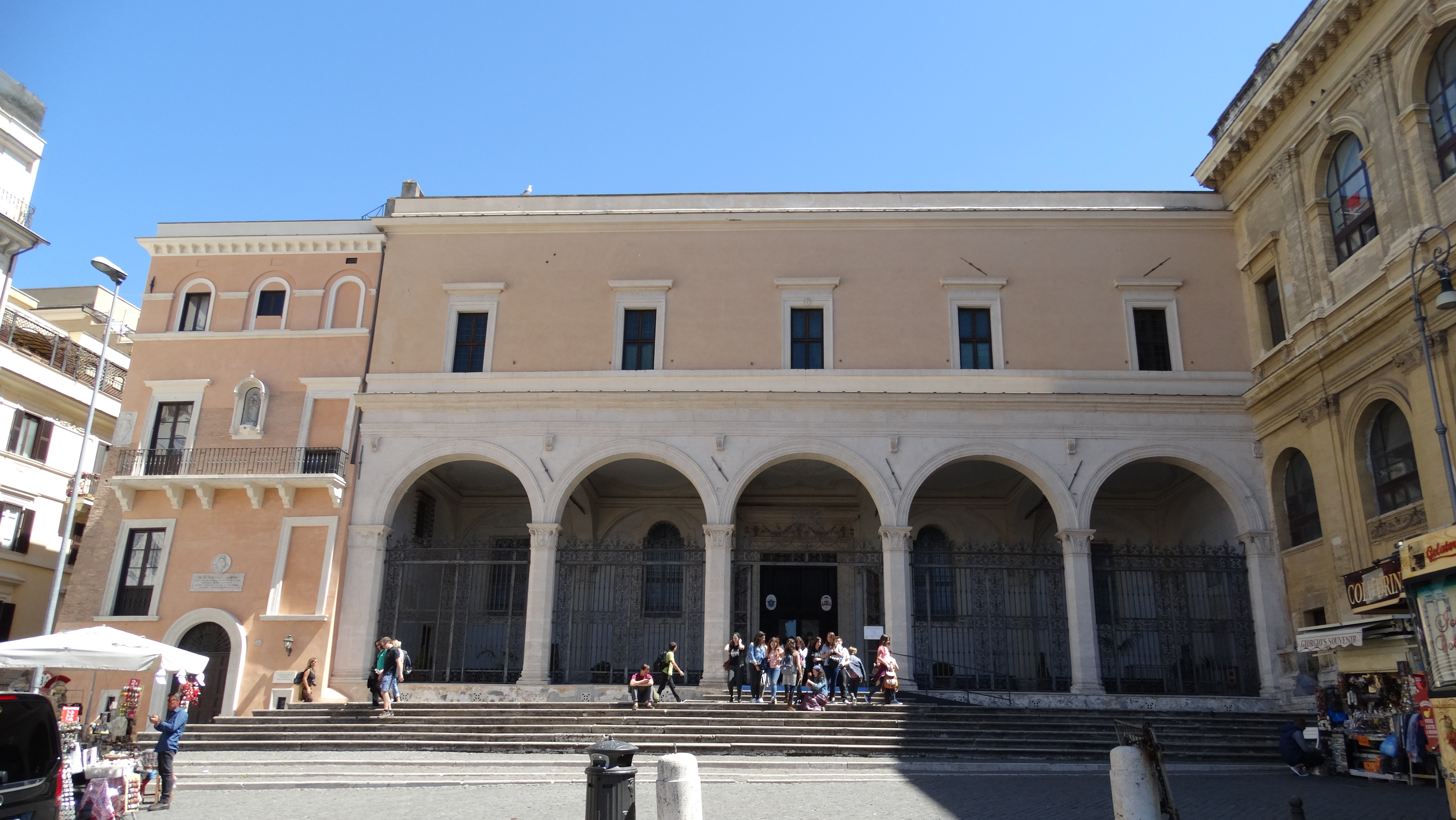
Façade de la basilique saint Pierre-aux-liens, Rome
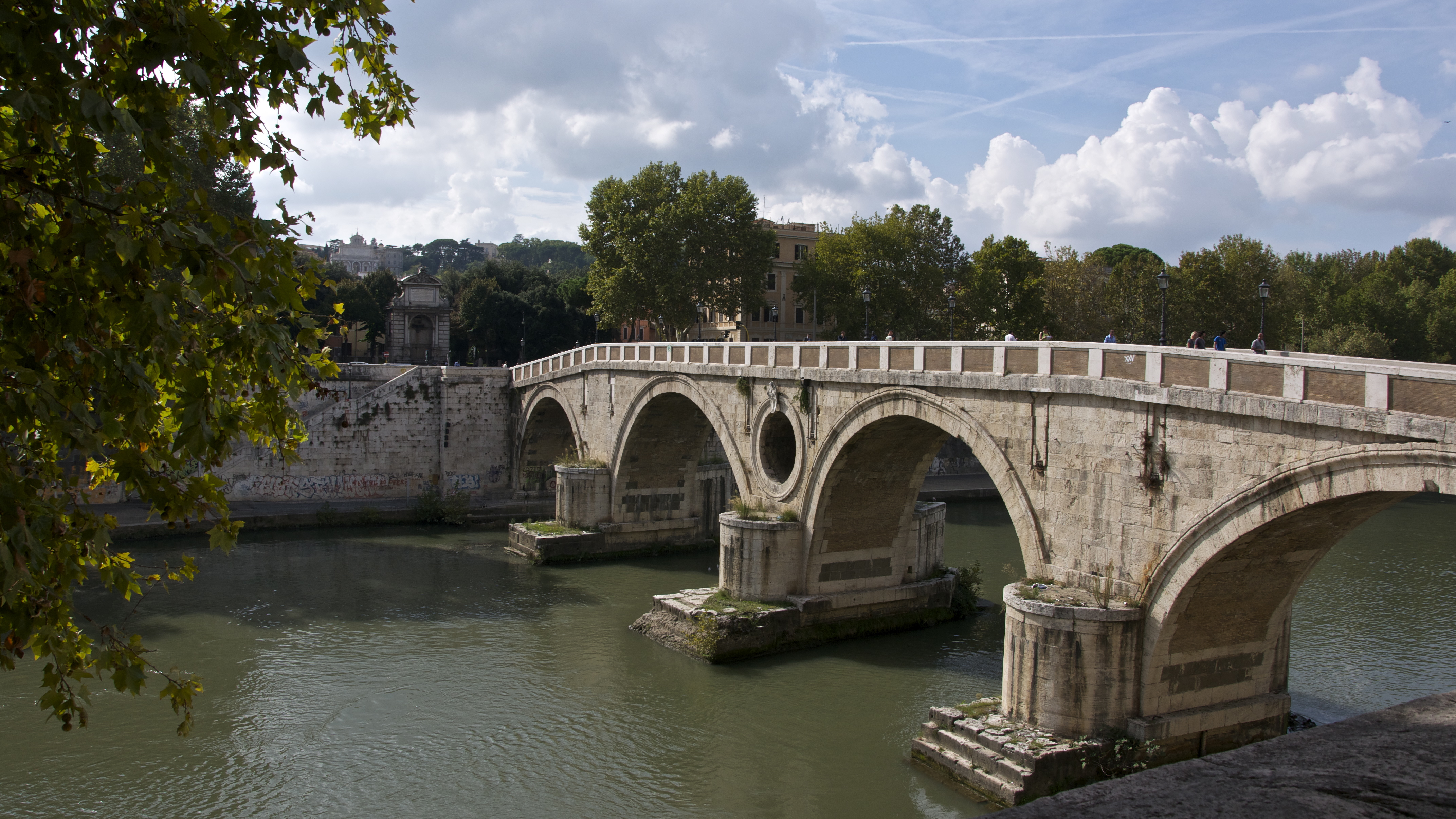
Ponte Sisto, Rome
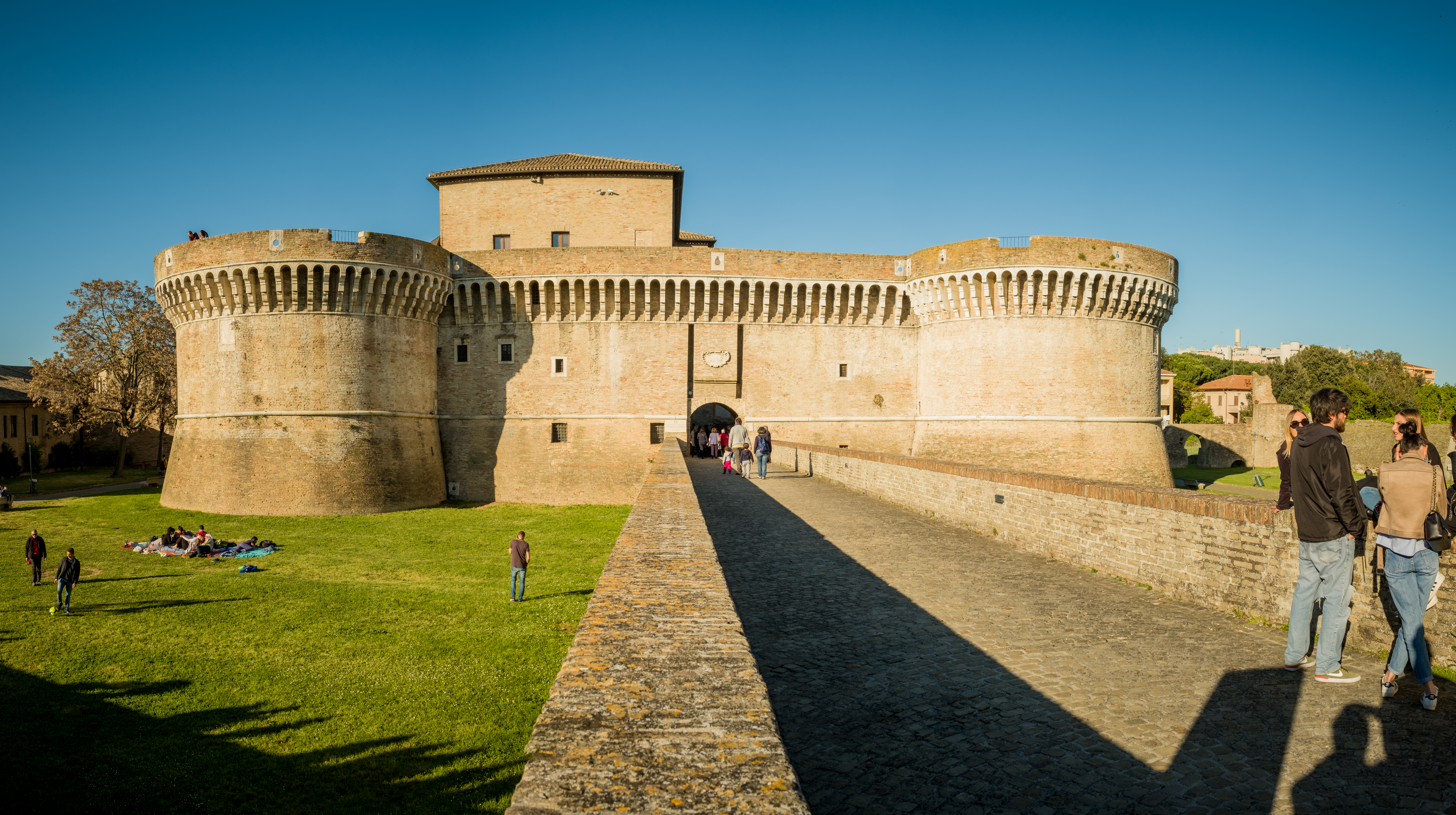
Senigallia
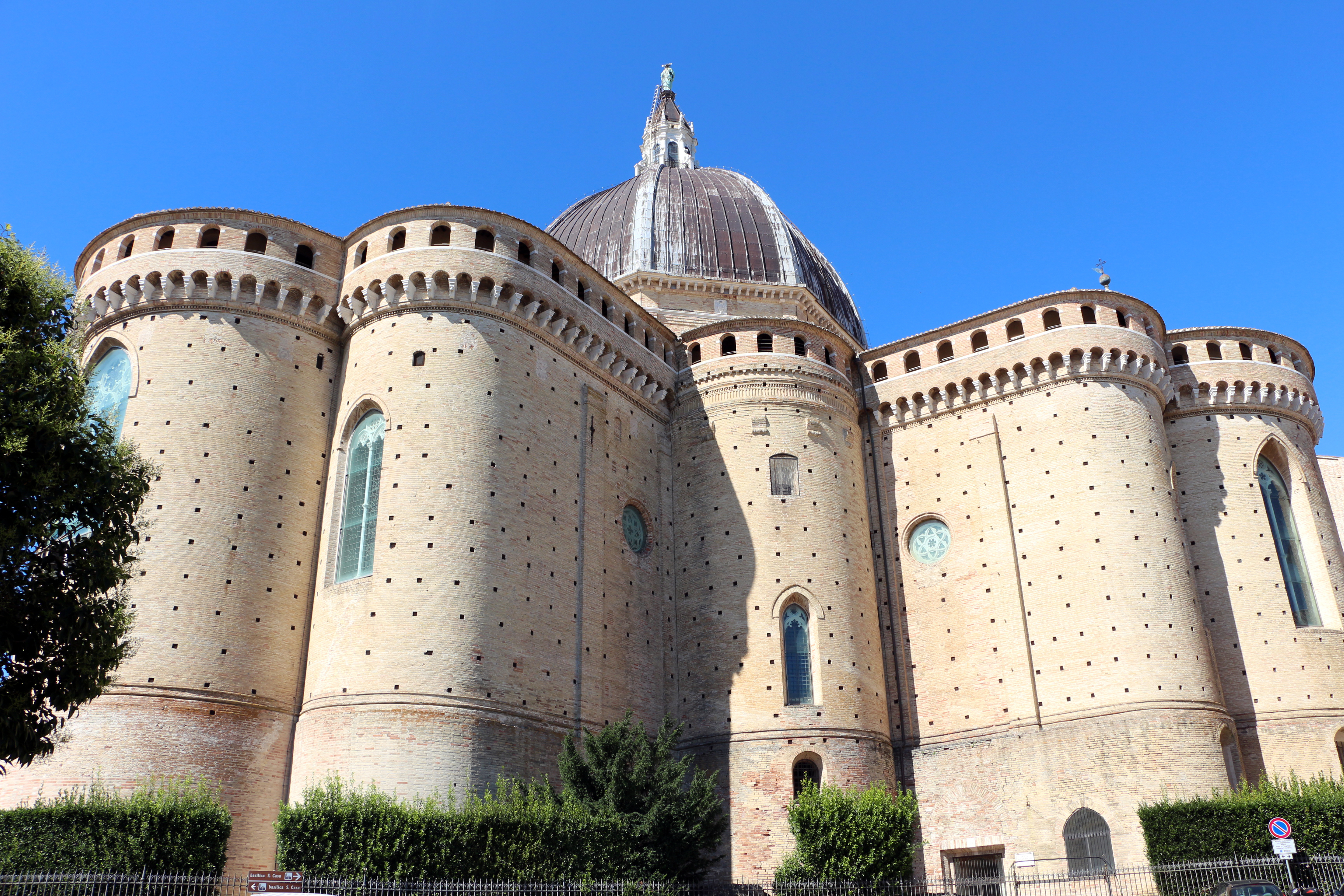
Chemins de ronde des absides de la basilique de Lorette.
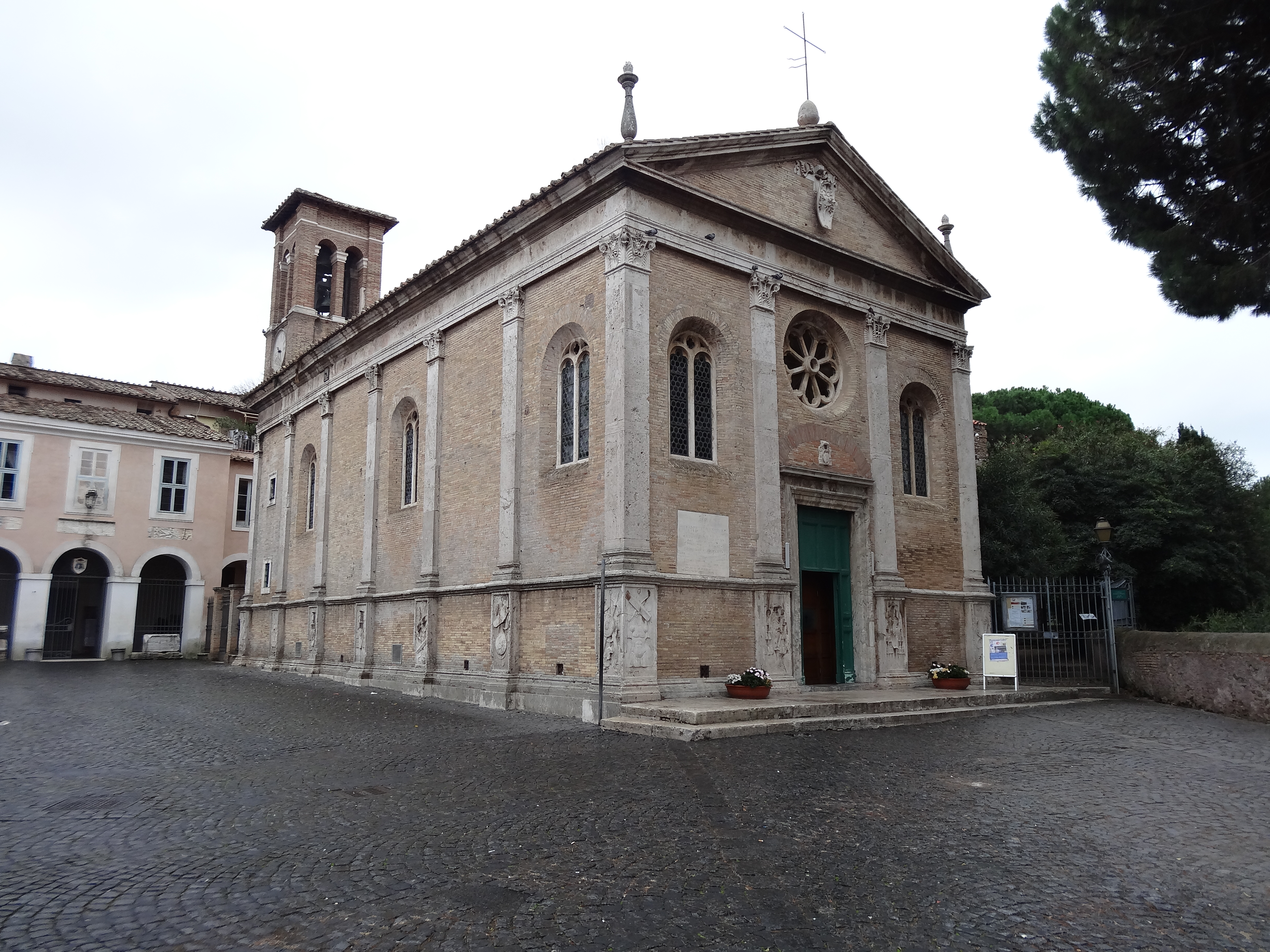
Basilique de Sant’Aurea à Ostia Antica, Rome
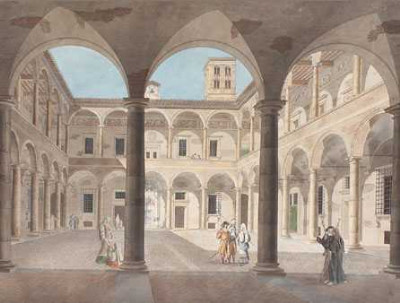
Cloître et fontaine des Dauphins, (vue de Gutensohn en 1821) de l’hôpital Santo Spirito in Sassia, Rome
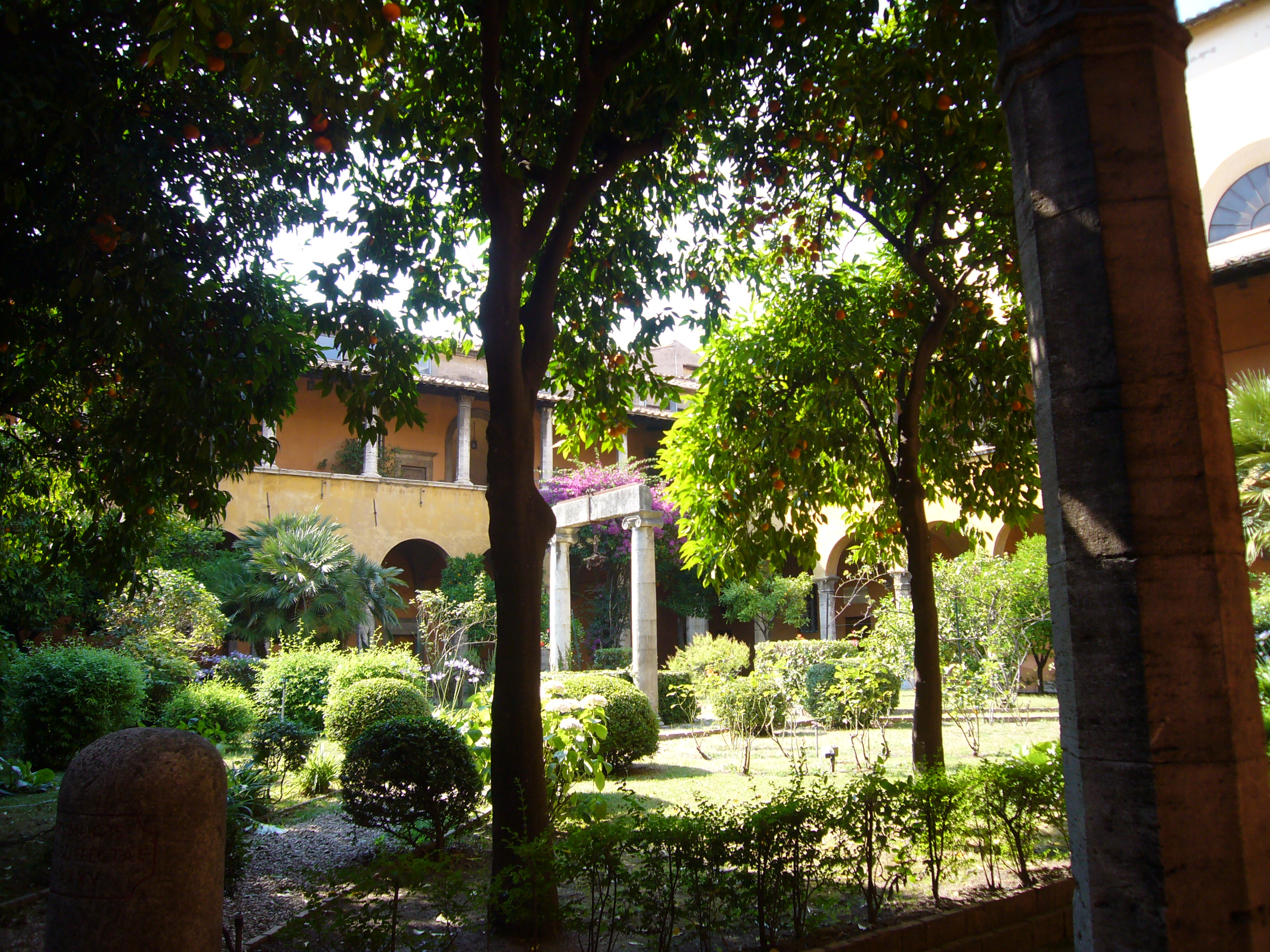
Cloître Pontelli de l’église saint Jean Baptiste des Gênois, Trastevere, Rome
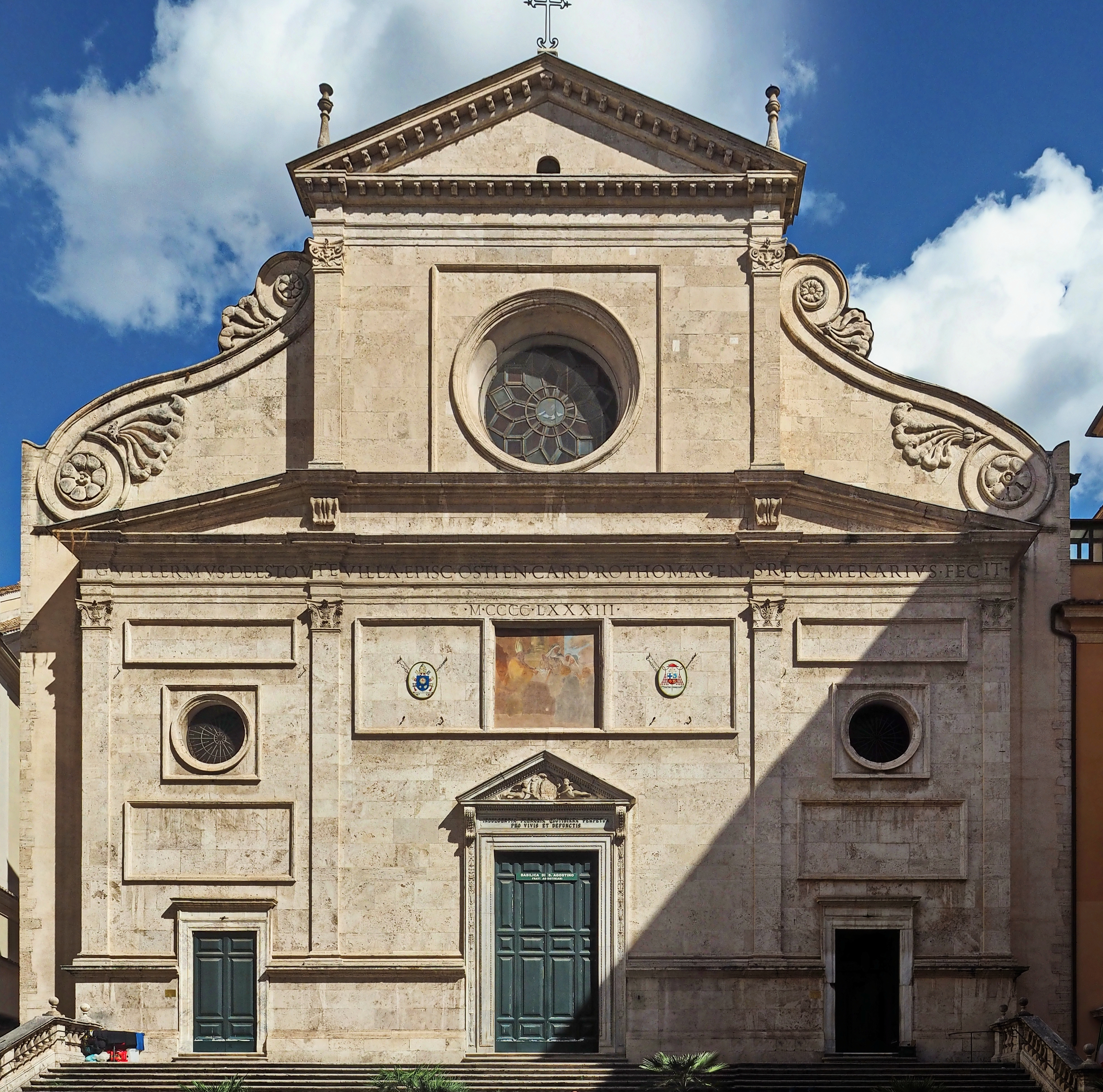
Plans de la basilique sant’Agostino in Campo Marzio de Rome
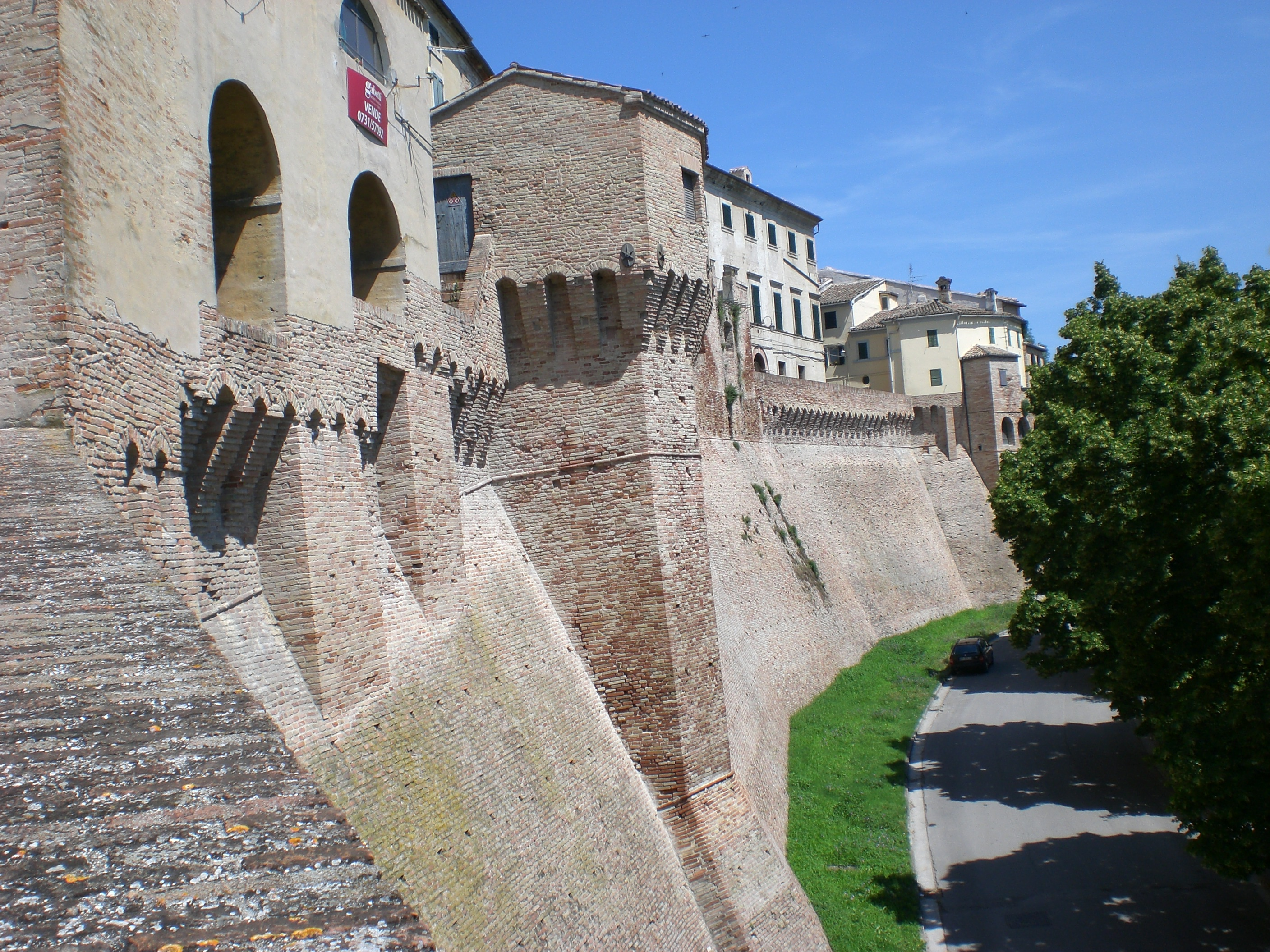
Les remparts de la ville de Jesi

## Sources
- (it) Cet article est partiellement ou en totalité issu de l’article de Wikipédia en italien intitulé « Baccio Pontelli » (voir la liste des auteurs).

- (en) Cet article est partiellement ou en totalité issu de l’article de Wikipédia en anglais intitulé « Baccio Pontelli » (voir la liste des auteurs).